# 연산중학교 (충남)
연산중학교(連山中學校)는 대한민국 충청남도 논산시 연산면 청동리에 있는 공립 중학교이다.

## 학교 연혁
- 1951년 12월 4일 : 연산중학교 설립인가(6학급)
- 1951년 12월 31일 : 초대 박창서 교장 취임
- 1952년 4월 30일 : 제1회 입학식 및 개교식
- 1974년 12월 26일 : 33학급 인가
- 1975년 6월 30일 : 제2동 교사 18교실 증축
- 1997년 11월 30일 : 학교전산망구축, 급식시설, 성적처리실, 전산실 시설완료
- 2010년 10월 26일 : 황산벌인재센터 개관
- 2015년 3월 1일 : 충남 혁신학교 지정(2015.03.01.~2019.2.28.)
- 2019년 3월 1일 : 충남 혁신학교 재지정(2019.03.01.~2023.02.28.)
- 2024년 2월 8일 : 제73회 졸업식(졸업생 38명, 누계 15,273명 졸업)
- 2024년 3월 1일 : 제27대 김진구 교장 부임
- 2024년 3월 4일 : 입학식(신입생 26명)

## 참고 자료
- 연산중학교 - 한국교육학술정보원 학교알리미